# Bosc mediterrani
Boscos, bosquets i matollars mediterranis és un bioma terrestre temperat, caracteritzat pels estius calents i secs i hiverns plujosos. Els estius són típicament càlids en altituds baixes interiors però poden ser frescos a zones com San Francisco de Califòrnia, que tenen aigües marines fredes. Els hiverns són típicament suaus en zones litorals però poden ser freds a l'interior i a grans altituds.

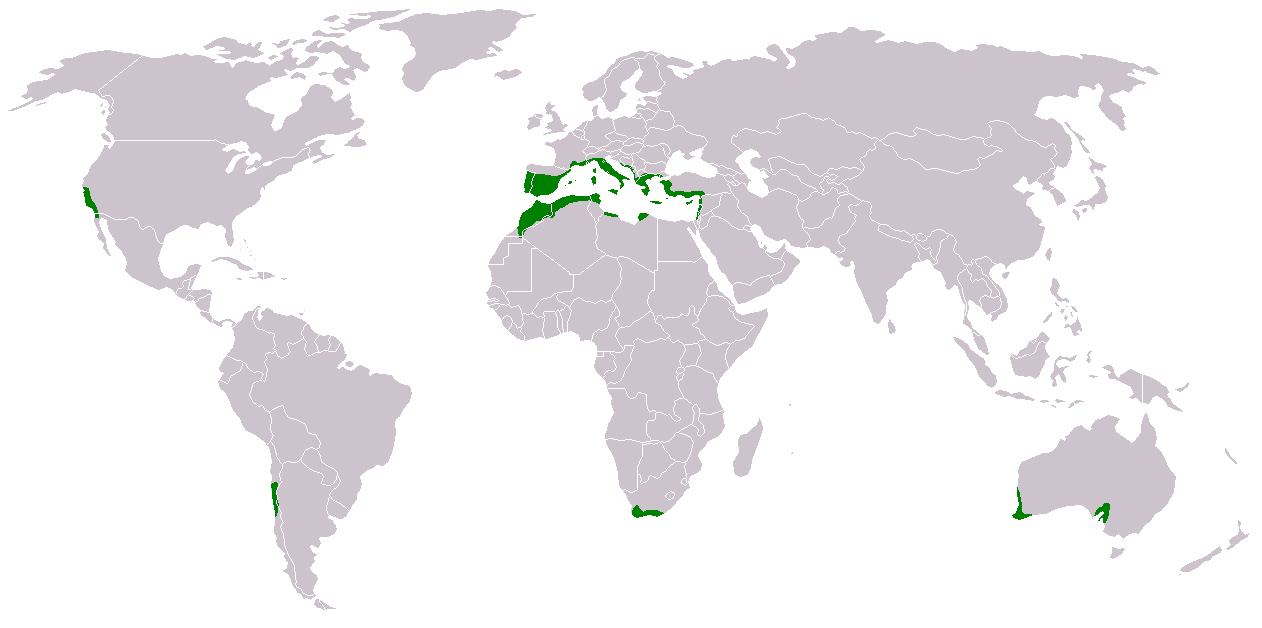
Distribució potencial del bosc mediterrani i de zones de clima mediterrani

Els boscos i matollars mediterranis es troben en cinc ecoregions del món que tenen vegetació mediterrània sota un clima mediterrani a l'oest dels continents en latituds mitjanes: la Conca del Mediterrani, Califòrnia, Xile central, Austràlia del sud-oest, i zona oest del Cap a Sud-àfrica.

## Diversitat
Aquestes regions són de gran diversitat en hàbitats i espècies. Els tipus de vegetació poden anar de boscos a arbredes, sabanes, matollars i praderies; els paisatges en "mosaic" són comuns. Molta de la vegetació mediterrània és esclerofil·la (de fulles seques).

## Flora
Els arbres més comuns són de fulla perenne: els pins, l'alzina i l'alzina surera. En les zones del bosc més humides i fresques — sobretot a les obagues — s'hi estableixen arbres de fulla caduca, dels quals els més destacats són l'avellaner i el roure. Les fulles de les espècies vegetals són petites i dures per conservar la humitat.

## Fauna
La diversitat d'ambients, altituds, orientació, composició del substrat, microclimes, etc. origina una considerable varietat de fauna.
Els mamífers més representatius són: 
- Porc senglar, cabirol, cabra salvatge, guineu, teixó, fagina, geneta, mostela, conill, eriçó comú, rata cellarda, musaranya comuna i ratpenat.

Entre els amfibis podem trobar: 
- Salamandra, gandària o ofegabous, gripau comú, granota verda i tòtil.

Quant als rèptils: 
- Sargantana cuallarga i vidriol.
- Colobres: serp verda o colobra bastarda, serp blanca, serp de collaret.

Les aus constituïxen el grup més interessant i abundant, destacarem: 
- Merla, pit-roig, gaig, mallerengues, raspinell, pica-soques blau, picots, tallarols, estornell, abellerol, oriol.

- Rapinyaires diürnes: 
  - Aligot, àguila reial, àguila cuabarrada, àguila marcenca, àguila calçada, astor i falcó pelegrí.

- Rapinyaires nocturns: 
  - Gamarús eurasiàtic, xot eurasiàtic, enganyapastors.

En els barrancs i rius podem trobar: 
- Madrilla, carpa i truita de riu.

## Evolució
Es considera un bosc jove aquell que té de 20 a 40 anys, caracteritzats pels seus alts pins i petites alzines que creixen entre pi i pi. Tot i l'alçada dels pins, la llum hi passa abundant, per això hi ha molt sotabosc. Un bosc mediterrani jove té un risc alt d'incendi forestal, ja que les espècies contenen molts olis volàtils inflamables amb gran facilitat quan les temperatures són prou altes; és el que s'anomenen espècies piròfites. Els pins més alts, les alzines que comencen a ser grans (i guanyen territori) són algunes de les característiques d'un bosc entre 40 i 80 anys. En aquest bosc no hi ha tant risc de foc, ja que no hi ha gaire sotabosc (la llum ja no passa tant).

## Boscos mediterranis protegits
Catalunya Sud
- Parc Natural de l'Albera
- Cap de Creus
- Collserola
- Collsacabra
- Serra de Marina
- Massís del Montseny
- Parc Natural del Montnegre i el Corredor
- Montserrat
- Muntanyes de Prades
- Sant Llorenç del Munt
- Parc Natural del Garraf
- La Garrotxa
- Parc Natural del Foix
- Massís de les Gavarres
- Bosc de Poblet

País Valencià
- Serra d'Irta
- Desert de les Palmes
- Serra d'Espadà
- Serra Calderona
- La Vallesa
- Les Rodanes
- Devesa del Saler
- Carrascar de la Font Roja
- Serra Mariola
- Parc Natural de la Pobla de Sant Miquel

Illes Balears i Pitiüses
- Parc Nacional de l'Arxipèlag de Cabrera

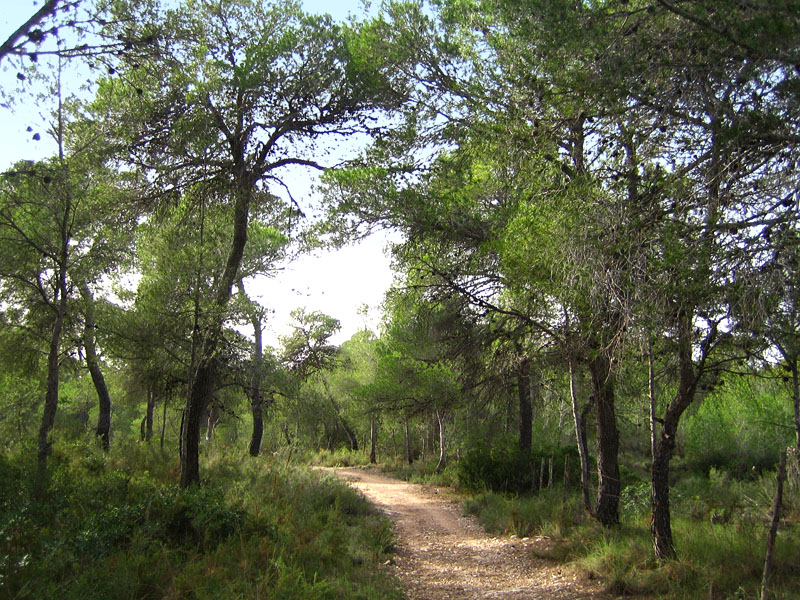
La Vallesa, al Camp de Túria
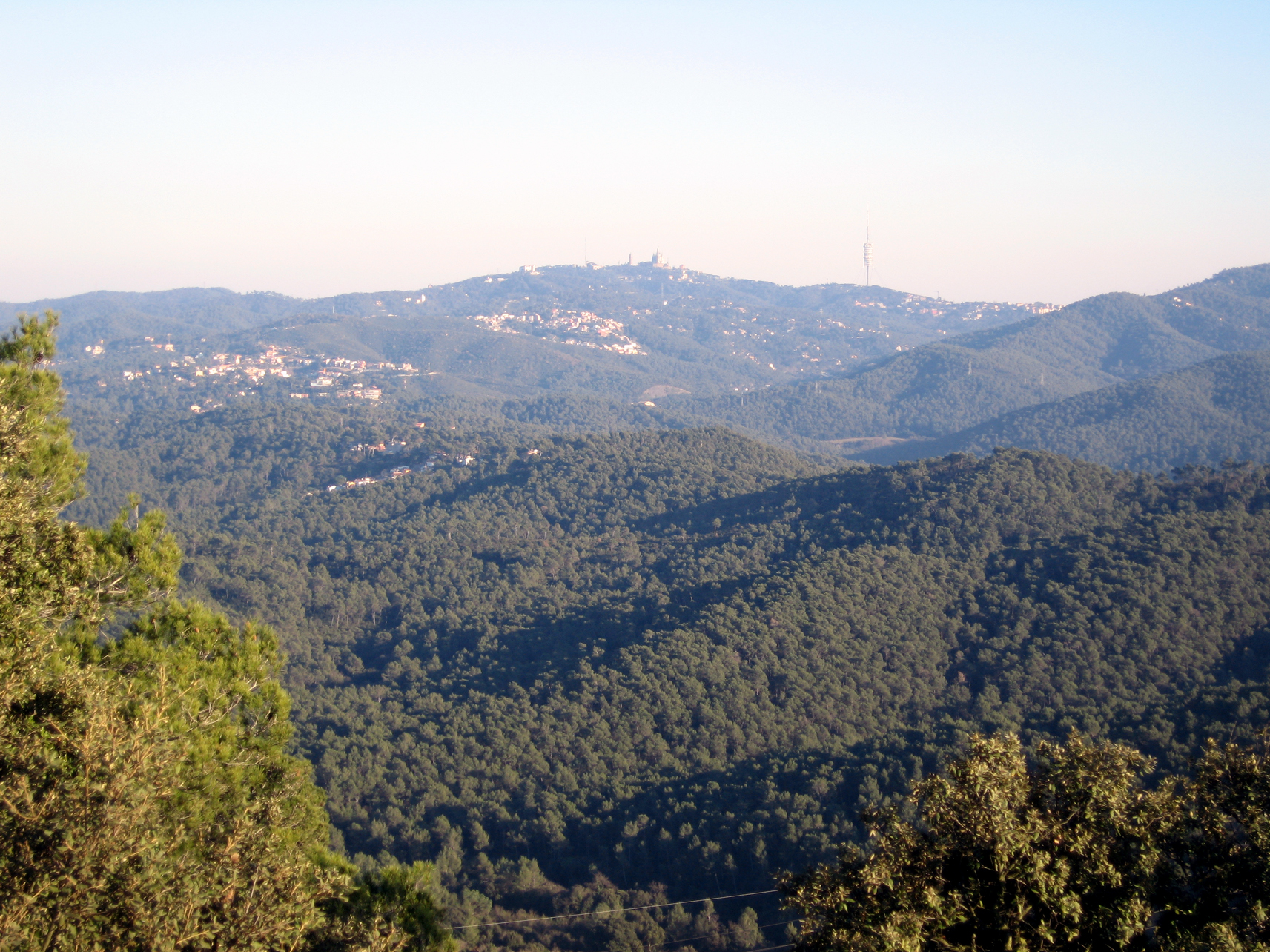
Serra de Tramuntana, declarada patrimoni de la humanitat per la UNESCO l'any 2011
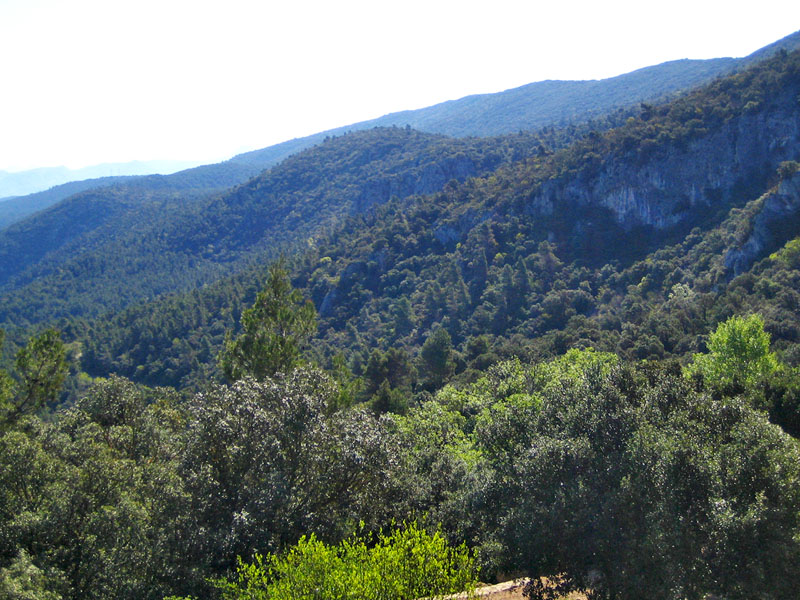
El Carrascar de la Font Roja, Alcoi
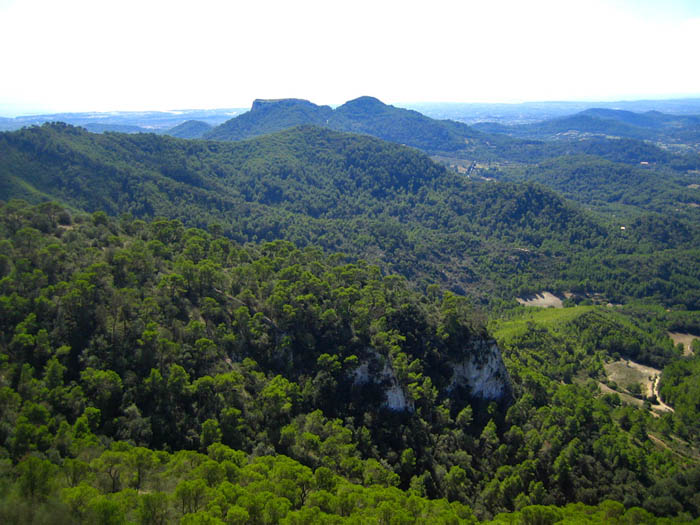
Serra de Llevant
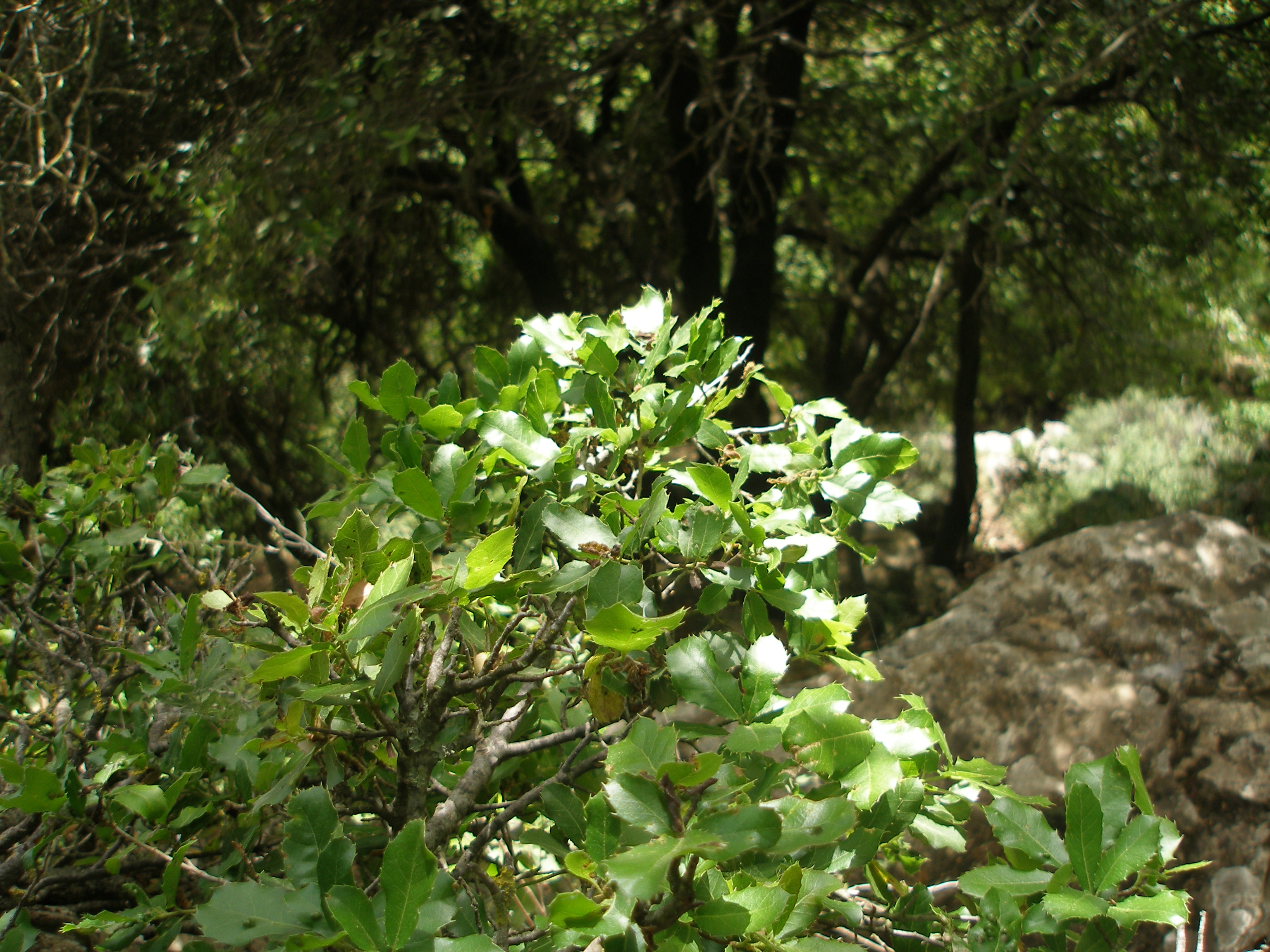
Bosc mediterrani a Israel (Galilea superior)

Catalunya Nord
- Reserva natural de la Maçana
- Boscos del Canigó